# Estadio Guillermo Soto Rosa
El Estadio Guillermo Soto Rosa es un estadio de fútbol profesional ubicado en la ciudad de Mérida en Venezuela. El estadio posee una capacidad para unos 16 500 espectadores y es sede de algunos equipos profesionales de fútbol local, como Deportivo Andes FC y FC Academia Elite en la Tercera División de Venezuela, y, en su momento, de ULA FC.

## Historia
El estadio es inaugurado el 5 de septiembre de 1969 y nombrado en honor al jugador de fútbol merideño Guillermo Soto Rosa. Para el año 2005 el estadio fue ampliamente remodelado instalándose nuevas torres para el alumbrado así como la remodelación de las tribunas y el ampliamiento en la capacidad a fin de servir como sede para los Juegos Nacionales de Venezuela de dicho año.

## Características
El estadio está dividido en 6 sectores los cuales se encuentran repartidos entre 2 tribunas principales.